# Ботти, Крис
Кри́стофер Сти́вен Бо́тти (англ. Christopher Stephen Botti, более известный как Крис Бо́тти (англ. Chris Botti); р. 12 октября 1962) ― американский джазовый трубач, композитор и радиоведущий итальянского происхождения, работающий преимущественно в стиле smooth jazz.

## Биография
Крис Ботти получил известность благодаря своей работе с рок-музыкантом Стингом. Сотрудничал с многими другими известными джазовыми, рок- и поп-музыкантами, в числе которых Стивен Тайлер, Пол Саймон, Арета Франклин, Джош Гробан, Бёрт Бакарак, Майкл Бубле, Андреа Бочелли, Марк Нопфлер, Барбра Стрейзанд, Кэтрин Макфи, Джон Мейер а также классическим виолончелистом Йо Йо Ма.
Крис Ботти записал более десяти коммерчески успешных сольных альбомов. Три из его альбомов достигали первого места в чарте джазовых альбомов журнала Billboard. Ботти четыре раза номинировался на премию Грэмми, а в 2013 наконец выиграл за альбом Impressions.
На протяжении нескольких лет Крис Ботти вёл на радио передачу Chill with Chris Botti, посвящённую музыке в стиле чил-аут.

## Дискография
CD:
- 1995 First Wish
- 1997 Midnight Without You
- 1999 Slowing Down the World
- 2001 Night Sessions
- 2002 December
- 2002 The Very Best of Chris Botti
- 2003 A Thousand Kisses Deep
- 2004 When I Fall in Love
- 2005 To Love Again
- 2007 Italia
- 2009 Chris Botti in Boston
- 2011 This Is Chris Botti
- 2012 Impressions

DVD:
- 2002 Night Sessions
- 2007 Live with Orchestra